# Hydryphantoidea
Hydryphantoidea (лат.) — надсемейство тромбидиформных водяных клещей из подотряда Prostigmata (Parasitengona).

## Описание
Красноватые водяные клещи. Гнатосома с типично хелатными пальпами, с дорсодистальным голенным «когтем», выходящим далеко за пределы основания тарзуса; голени длиннее genua. Хелицеры 2-сегментные. Идиосома с отсутствующими или присутствующими боковыми глазными капсулами, мелкая и не расположенная на спинной пластинке; тело сильно изменчиво как по форме, от округлой до дорсовентрально уплощённой или червеобразной, так и по степени склеротизации, от мягкой с дорсумом, несущим только железистые пластинки гландуляриев, до крепко бронированного дорсума полностью покрытого спинным щитком. Генитальное поле, несущее генитальную ацетабулу, которая часто располагается на или под подвижными половыми клапанами, фланкирующими гонопор. Личинки в основном земные. Ноги с 6 подвижными члениками, с разделёнными базифемуром и телофемуром; лапки с немодифицированными коготками и эмподиумом.

## Систематика
Включает 6 семейств (и более 350 видов) или семь.
Zelandothyadidae — это семейство с загадочными филогенетическими отношениями, в котором приписываемые роды сочетают признаки, ранее считавшиеся диагностическими либо для надсемейства Eylaoidea, либо для надсемейства Hydryphantoidea. Надсемейство было впервые выделено в 1896 году немецким акарологом Gustav Richard Piersig.
Число таксонов по Zhang et al., 2011:
- Ctenothyadidae Lundblad, 1936 (2 рода, 3 вида)
- Hydrodromidae Viets, 1936 (2 рода, 28 видов)
- Hydryphantidae Piersig, 1896 (51 род, 329 видов)
- Rhynchohydracaridae Lundblad, 1936 (5 родов, 13 видов)
- Teratothyadidae Viets, 1929 (2 рода, 9 видов)
- Thermacaridae Sokolow, 1927 (1 род, 4 вида)
- ? Zelandothyadidae Cook, 1983 (2 рода, 3 вида)
  - = Malgasacaridae Tuzovskij, Gerecke & Goldschmidt 2007 (1 род, 1 вид)